# Маршаль, Жорж
Жорж Марша́ль (фр. Georges Marchal, полное имя — Жорж Луи́ Люко́ Марша́ль (фр. Georges Louis Lucot Marchal); 10 января 1920 года, Нанси, Мёрт и Мозель, Франция, — 28 ноября 1997 года, Моран (фр.), Дордонь, Франция) — французский актёр театра, кино и телевидения, один из ведущих актёров французского послевоенного кинематографа 1950-х годов.

## Биография
В 20 лет начал играть на сцене известнейшего французского театра «Комеди Франсэз», но впоследствии ушёл из этого театра, отдав предпочтение «Бульварам». С 1939 года вместе с Марселем Эрраном являлся одним из ведущих актёров «Театра Матюрэн». С 1942 по 1988 годы сыграл 24 роли в различных театрах в пьесах Мольера, Бомарше, Шекспира, Гёте, Ануя, и других драматургов. С 1930 по 1982 годы сыграл 63 роли в кинофильмах. С 1965 по 1989 годы сыграл 25 ролей на французском телевидении в телефильмах и мини-сериалах.
Первой заметной работой в кино стала роль в фильме «Летний свет» (1943) Жана Гремийона, далее его карьера разделилась на две части: съёмки у большого мастера и друга Луиса Бунюэля и участие в костюмных постановках. Один из любимых актёров режиссёра Луиса Бунюэля, Жорж Маршаль снимался в 4 его фильмах: «Это называется зарёй» (1956), «Смерть в этом саду»(1956), «Дневная красавица» (1966), «Млечный путь» (1969).
Наибольшую известность Жоржу Маршалю принесли роли в исторических и приключенческих кинофильмах, а также в экранизациях литературных произведений. Наряду с Жаном Маре и Жераром Барре, создал во французском кинематографе 1940—1960-х годов образ отважного и благородного героя. С 1970-х годов Жорж Маршаль в основном снимался на телевидении.
Российским зрителям Жорж Маршаль знаком, в основном, по ролям в кинофильмах: Д’Артаньян в фильме «Три мушкетёра» (1953) режиссёра Андре Юнебеля, Рауль де Бражелон в фильме «Виконт де Бражелон» (1954), молодой король Людовик XIV в фильме «Тайны Версаля» («Если бы Версаль поведал о себе…») (1954) режиссёра Саша́ Гитри, Пелиокл в фильме «Колосс Родосский» (1961), Фуск в фильме «Даки» (1966), кардинал Ришельё в телевизионном фильме «Сен-Мар» (1981), а также по ролям в телевизионных мини-сериалах: лорд Дэвид в мини-сериале «Человек, который смеётся» (1971) по одноимённому роману Виктора Гюго, король Филипп IV Красивый (Железный король) в мини-сериале «Проклятые короли» (1972) по одноимённому циклу исторических романов Мориса Дрюона, маркиз Сильван де Буа-Доре в мини-сериале «Прекрасные господа из Буа-Доре» (1976) по одноимённому роману Жорж Санд режиссёра Бернара Бордери.
Снимался в мини-сериале режиссёра Жиля Гранье «Квентин Дорвард» (1971), экранизации одноимённого романа Вальтера Скотта, в роли графа де Кревкёра. Снимался в историческом мини-сериале режиссёра Бернара Бордери «Гастон Феб» (1977), действие которого происходит в XIV столетии и повествует о графе Гастоне де Фуа.
Одной из последних работ Жоржа Маршаля в кино стала роль генерала Келлера в фильме «Честь капитана» (1982). Одной из последних работ артиста на французском телевидении стала роль маркиза Урбена де ла Моннери в мини-сериале «Великие семьи» (1989) режиссёра Эдуара Молинаро, экранизации романа «Сильные мира сего» (фр. «Les Grandes Familles») — первого из трилогии «Конец людей» Мориса Дрюона.

### Семья
В 1951 году Жорж Маршаль женился на актрисе Дани Робен, с которой они вместе снимались в шести фильмах. В этом браке родились двое детей, но в 1969 году супруги развелись.

## Избранная фильмография
- 1942 — Кровать под балдахином / Le Lit à colonnes — Оливье
- 1942 — Человек, который играл с огнём / L’homme qui joue avec le feu — Бернар
- 1943 — Летний свет / Lumière d'été — Жюльен
- 1944 — Вотрен / Vautrin — Люсьен Шардон, впоследствии маркиз Люсьен де Рюбампре
- 1945 — Памела / Paméla — Рене
- 1946 — Демоны рассвета / Les Démons de l’aube — лейтенант Клод Легран
- 1947 — Вирсавия / Bethsabée — капитан Жорж Дюбрёй
- 1948 — Седьмая дверь / La septième porte — Али
- 1948 — Фигура на носу судна / La figure de proue — Франсуа Мартино
- 1949 — На балконе / Au grand balcon — Жан Фабьен
- 1949 — Последняя любовь / Dernier amour — Ален Фонтеней
- 1949 — Пассажирка / La passagère — Пьер Кержан
- 1950 — Последние дни Помпеи (Конец Помпеи) / Les Derniers Jours de Pompéi — Луций
- 1951 — Мессалина / Messalina — Гай Сильвий
- 1951 — Робинзон Крузо / Robinson Crusoé — Робинзон Крузо
- 1953 — Три мушкетёра / Les trois mousquetaires — д’Артаньян
- 1954 — Виконт де Бражелон / Le Vicomte de Bragelonne — Рауль де Бражелон
- 1954 — Тайны Версаля (Если бы Версаль поведал о себе…) / Si Versailles m'était conté… — король Людовик XIV в молодости
- 1954 — Теодора, императрица Византии / Teodora, imperatrice di Bisanzio — Юстиниан
- 1954 — Графиня ди Кастильоне / La Castiglione (La Contessa di Castiglione) — Луцио Фаленго
- 1955 — Ищите женщину / Cherchez la femme — Поль Мерсье
- 1956 — Приключения Жиля Бласа из Сантильяны / Les aventures de Gil Blas de Santillane — Жиль Блас
- 1956 — Это называется зарёй / Cela s’appelle l’aurore — доктор Валерио
- 1956 — Смерть в этом саду / La Mort en ce jardin — Шарк
- 1958 — Восстание гладиаторов / La Rivolta dei gladiatori — Асклепий
- 1959 — Под знаком Рима / Nel segno di Roma — Марк Валерий
- 1960 — Аустерлиц / Austerlitz — маршал Жан Ланн
- 1960 — Легионы Клеопатры / Legions of the Nile — Марк Антоний
- 1960 — Последний поезд в Шанхай / Le Dernier train de Shanghai — Джон Белл
- 1961 — Колосс Родосский / Il Colosso di Rodi — Пелиокл
- 1962 — Наполеон II, Орлёнок / Napoléon II, l’aiglon — Адам Альберт фон Нейпперг
- 1965 — Грязная игра / Guerre secrète — Серж
- 1966 — Даки / Dacii — Фуск
- 1966 — Дневная красавица / Belle de jour — Герцог
- 1969 — Млечный путь / La Voie lactée — Иезуит
- 1970 — Лилия долины (ТВ) / Le Lys dans la vallée (téléfilm) — граф де Морсоф
- 1971 — Человек, который смеётся (мини-сериал) / L' homme qui rit — лорд Дэвид
- 1971 — Квентин Дорвард (мини-сериал) / Quentin Durward — граф де Кревкёр
- 1972 — Фаустина и прекрасное лето / Faustine et le bel été — Жюльен
- 1972 — Проклятые короли (мини-сериал) / Les rois maudits — король Филипп IV Красивый «Железный король»
- 1973 — Ромео и Джульетта / Roméo et Juliette (ТВ) — Эскал, герцог Веронский
- 1973 — Племянник Америки / Le neveu d’Amérique — Ожер де Талейрак
- 1974 — Поль и Виргиния (мини-сериал) / Paul et Virginie — гувернёр
- 1976 — Прекрасные господа из Буа-Доре (мини-сериал) / Les beaux messieurs de Bois-Doré — маркиз Сильван де Буа-Доре
- 1977 — Гастон Феб (мини-сериал) / Gaston Phébus — Корбейран
- 1978 — Клодин в Париже (ТВ) / Claudine à Paris — Рено
- 1978 — Клодин в семье (Клодин и домашнее хозяйство) (ТВ) / Claudine en ménage — Рено
- 1978 — Клодин уходит (ТВ) / Claudine s’en va — Рено
- 1979 — Остров тринадцати гробов / L’île aux trente cercueils (реж. Марсель Кравенн) - Антуан д'Эржемон
- 1981 — Пятое марта (Сен-Мар) (ТВ) / Cinq-Mars — кардинал Ришельё
- 1982 — Честь капитана / L' honneur d’un capitaine — генерал Келлер
- 1986 — Украденное сердце (ТВ) / Le coeur cambriolé — профессор Турель
- 1989 — Великие семьи (мини-сериал) / Les Grandes Familles — маркиз Урбен де ла Моннери

Всего в фильмографии Жоржа Маршаля насчитывается более 80 наименований.

## Примечания

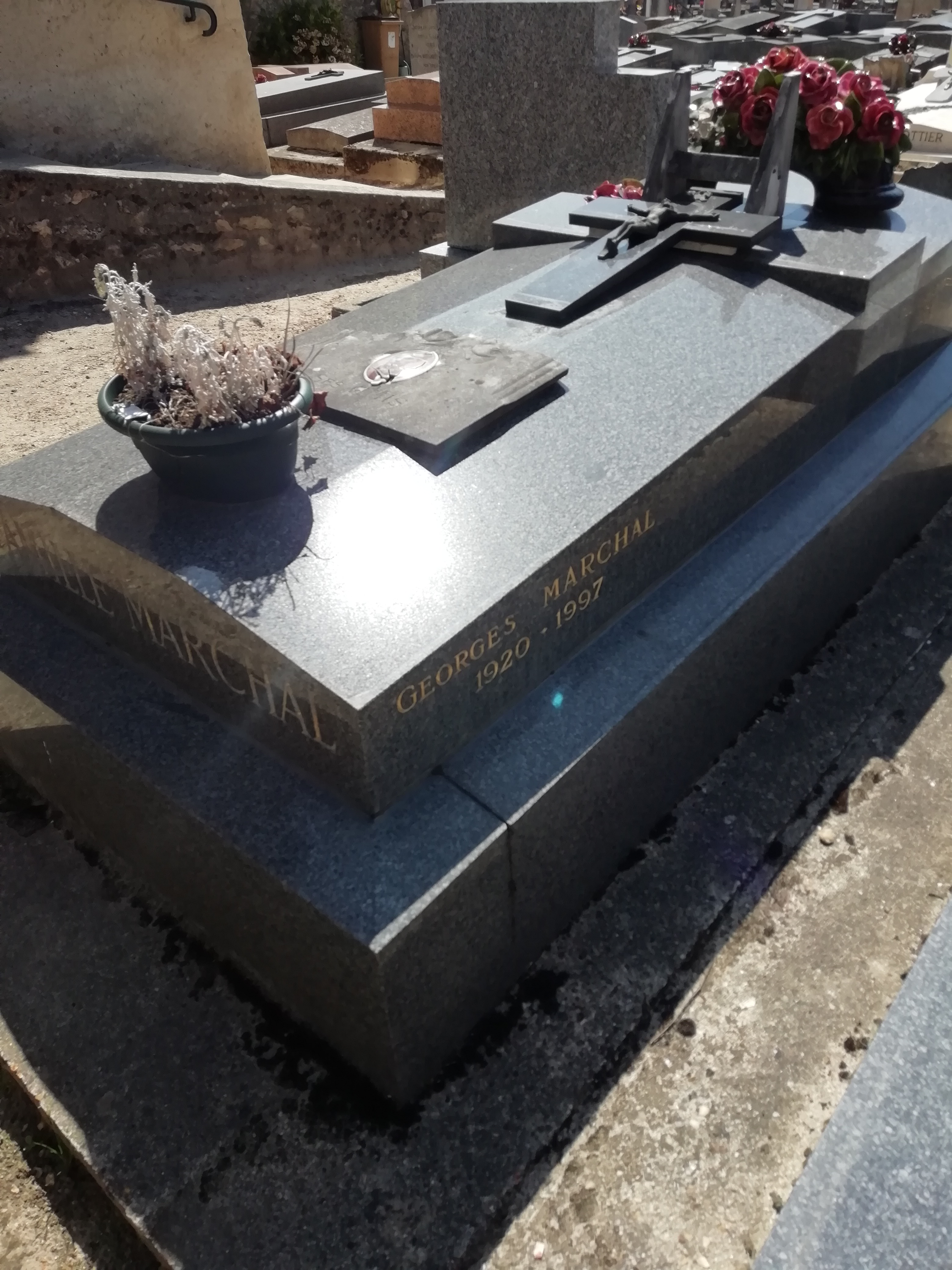
Могила в Монфор-л'Амори.